# Breiðablik Kópavogur
Der Breiðablik UMF ist ein isländischer Fußballverein aus Kópavogur. Die Vereinsfarben des 1950 gegründeten Vereins sind Grün-Weiß-Rot. Die Frauenfußball-Abteilung des Vereins ist die erfolgreichste Islands. Außerdem besitzt der Verein eine Basketball-Abteilung.

## Allgemeines
Der Verein wurde am 12. April 1950 gegründet. Anfangs gab es nur eine Männermannschaft. Später wurde der Verein um ein Frauenteam erweitert.
Der Name Breiðablik kommt aus der Nordischen Mythologie und bezeichnet den Wohnsitz Balders. Der Spitzname Blikar wird vom zweiten Teil des Namens Breiðablik abgeleitet und bedeutet auf Isländisch so viel wie die Glorreichen oder auch die Enten. Die Heimstätte des Vereins ist das Stadion Kópavogsvöllur, das 3500 Personen Platz bietet.

## Fußball

### Frauenfußball
1972 wurde die Úrvalsdeild, die höchste Spielklasse im isländischen Frauenfußball, gegründet und Breiðablik war mit von der Partie. Breiðablik ist der einzige Verein, der nie aus der Liga absteigen musste. 1977 wurde die erste von bisher 19 Meisterschaften gewonnen. Darüber hinaus gewann der Verein zwölfmal den isländischen Pokal und ist damit der erfolgreichste Verein im isländischen Frauenfußball.
2001 hätte Breiðablik Kópavogur Island bei der ersten Ausgabe des UEFA Women’s Cup vertreten sollen. Da sich ein Großteil der Mannschaft zu Studienzwecken in den USA aufhielt, verzichtete der Verein zugunsten des Vizemeisters KR Reykjavík auf den Start. Ein Jahr später qualifizierte sich das Team erneut, trat aber mit einer unerfahrenen Mannschaft an. Sie wurde hinter Fortuna Hjørring (Dänemark) und dem FK Babrujtschanka (Belarus) Gruppendritter. Immerhin schlug sie den moldawischen Meister FC Codru Anenii Noi mit 2:0.
Durch die Meisterschaft 2005 nahm Breiðablik zum zweiten Mal am UEFA Women’s Cup teil. Durch drei Siege gegen den USV Neulengbach (Österreich), SU 1º Dezembro (Portugal) und die Crusaders Newtownabbey Strikers (Nordirland) zogen die Frauen ohne Gegentor in die zweite Runde ein und trafen dort unter anderem auf den Titelverteidiger 1. FFC Frankfurt. Nach Überstehen der zweiten Gruppenrunde scheiterte das Team im Viertelfinale am späteren Meister Arsenal Women FC.

#### Erfolge
- Isländischer Meister (19): 1977, 1979, 1980, 1981, 1982, 1983, 1990, 1991, 1992, 1994, 1995, 1996, 2000, 2001, 2005, 2015, 2018, 2020, 2024
- Isländischer Pokalsieger (12): 1981, 1982, 1983, 1994, 1996, 1997, 1998, 2000, 2005, 2013, 2016, 2018
- Isländischer Ligapokalsieger (7): 1996, 1997, 1998, 2001, 2006, 2012, 2019

### Herrenfußball
Die Männermannschaft war lange als Fahrstuhlmannschaft bekannt. In den ersten 48 Jahren stieg die Mannschaft fünfmal ab und fünfmal wieder auf. Seit 1998 ist die Mannschaft fixer Bestandteil der ersten isländischen Liga. 2009 war das erfolgreichste Jahr der Herrenmannschaft, in dem der isländische Pokal gewonnen werden konnte. Im Jahr 2010 wurde das erste Mal die isländische Meisterschaft geholt. Am Ende des 22. Spieltages wies der Meister genau so viele Punkte wie der Zweitplatzierte FH Hafnarfjörður auf. Deshalb wurde die 98. isländische Meisterschaft aufgrund der besseren Tordifferenz entschieden.
Die darauf folgende erste Teilnahme an der Qualifikation zur UEFA Champions League 2011/12 verlor man zwar gegen Rosenborg Trondheim, konnte jedoch zu Hause das Rückspiel respektabel 2:0 gewinnen, nachdem man in Norwegen 0:5 verloren hatte. Der größte internationale Erfolg des Vereins wurde in der Qualifikation für die UEFA Europa League 2013/14 erzielt, als nach einem 0:0 zu Hause im Auswärtsmatch der österreichische Verein SK Sturm Graz 1:0 besiegt wurde und Breiðablik dadurch in die dritte Qualifikationsrunde einzog. Dort unterlag man knapp dem kasachischen Vertreter FK Aqtöbe.
In der Saison 2022 gewann der Klub zum zweiten Mal die Meisterschaft und sicherte sich die Teilnahme an der Vorrunde zur Champions League 2023/24.

#### Europapokalbilanz
| Saison  | Wettbewerb                    | Runde                  | Gegner                 | Gesamt          | Hin     | Rück          |
| ------- | ----------------------------- | ---------------------- | ---------------------- | --------------- | ------- | ------------- |
| 2010/11 | UEFA Europa League            | 2. Qualifikationsrunde | FC Motherwell          | 0:2             | 0:1 (A) | 0:1 (H)       |
| 2011/12 | UEFA Champions League         | 2. Qualifikationsrunde | Rosenborg Trondheim    | 2:5             | 0:5 (A) | 2:0 (H)       |
| 2013/14 | UEFA Europa League            | 1. Qualifikationsrunde | FC Santa Coloma        | 4:0             | 4:0 (H) | 0:0 (A)       |
| 2013/14 | UEFA Europa League            | 2. Qualifikationsrunde | SK Sturm Graz          | 1:0             | 0:0 (H) | 1:0 (A)       |
| 2013/14 | UEFA Europa League            | 3. Qualifikationsrunde | FK Aqtöbe              | 1:1 (1:2 i. E.) | 0:1 (A) | 1:0 n. V. (H) |
| 2016/17 | UEFA Europa League            | 1. Qualifikationsrunde | FK Jelgava             | 4:5             | 2:3 (H) | 2:2 (A)       |
| 2019/20 | UEFA Europa League            | 1. Qualifikationsrunde | FC Vaduz               | 1:2             | 0:0 (H) | 1:2 (A)       |
| 2020/21 | UEFA Europa League            | 1. Qualifikationsrunde | Rosenborg Trondheim    | 2:4             | 2:4 (A) | 2:4 (A)       |
| 2021/22 | UEFA Europa Conference League | 1. Qualifikationsrunde | RFC Union Luxemburg    | 5:2             | 3:2 (A) | 2:0 (H)       |
| 2021/22 | UEFA Europa Conference League | 2. Qualifikationsrunde | FK Austria Wien        | 3:2             | 1:1 (A) | 2:1 (H)       |
| 2021/22 | UEFA Europa Conference League | 3. Qualifikationsrunde | FC Aberdeen            | 3:5             | 2:3 (H) | 1:2 (A)       |
| 2022/23 | UEFA Europa Conference League | 1. Qualifikationsrunde | UE Santa Coloma        | 5:1             | 1:0 (H) | 4:1 (A)       |
| 2022/23 | UEFA Europa Conference League | 2. Qualifikationsrunde | FK Budućnost Podgorica | 3:2             | 2:0 (H) | 1:2 (A)       |
| 2022/23 | UEFA Europa Conference League | 3. Qualifikationsrunde | Istanbul Başakşehir FK | 1:6             | 1:3 (H) | 0:3 (A)       |
| 2023/24 | UEFA Champions League         | Vorrunde, Halbfinale   | SP Tre Penne           | 7:1             | 7:1 (H) | 7:1 (H)       |
| 2023/24 | UEFA Champions League         | Vorrunde, Finale       | FK Budućnost Podgorica | 5:0             | 5:0 (H) | 5:0 (H)       |
| 2023/24 | UEFA Champions League         | 1. Qualifikationsrunde | Shamrock Rovers        | 3:1             | 1:0 (A) | 2:1 (H)       |
| 2023/24 | UEFA Champions League         | 2. Qualifikationsrunde | FC Kopenhagen          | 3:8             | 0:2 (H) | 3:6 (A)       |
| 2023/24 | UEFA Europa League            | 3. Qualifikationsrunde | HŠK Zrinjski Mostar    | 3:6             | 2:6 (A) | 1:0 (H)       |
| 2023/24 | UEFA Europa Conference League | Play-offs              | FC Struga              | 2:0             | 1:0 (A) | 1:0 (H)       |
| 2023/24 | UEFA Europa Conference League | Gruppenphase           | Maccabi Tel Aviv       | 3:5             | 2:3 (A) | 1:2 (H)       |
| 2023/24 | UEFA Europa Conference League | Gruppenphase           | Sorja Luhansk          | 0:5             | 0:1 (H) | 0:4 (A)       |
| 2023/24 | UEFA Europa Conference League | Gruppenphase           | KAA Gent               | 2:8             | 0:5 (A) | 2:3 (H)       |
| 2024/25 | UEFA Conference League        | 1. Qualifikationsrunde | GFK Tikveš Kavadarci   | 5:4             | 2:3 (A) | 3:1 (H)       |
| 2024/25 | UEFA Conference League        | 2. Qualifikationsrunde | KF Drita               | 1:3             | 1:2 (H) | 0:1 (A)       |
| 2025/26 | UEFA Champions League         | 1. Qualifikationsrunde | KS Egnatia Rrogozhina  | 5:1             | 0:1 (A) | 5:0 (H)       |
| 2025/26 | UEFA Champions League         | 2. Qualifikationsrunde | Lech Posen             | 1:8             | 1:7 (A) | 0:1 (H)       |
| 2025/26 | UEFA Europa League            | 3. Qualifikationsrunde | HŠK Zrinjski Mostar    | 2:3             | 1:1 (A) | 1:2 (H)       |
| 2025/26 | UEFA Conference League        | Play-offs              | AC Virtus              | -:-             | -:- (H) | -:- (A)       |

Gesamtbilanz: 53 Spiele, 19 Siege, 6 Unentschieden, 28 Niederlagen, 77:90 Tore (Tordifferenz −13)
Stand: 14. August 2025

#### Erfolge
- Isländischer Meister: 2010, 2022, 2024
- Isländischer Pokalsieger: 2009
- Isländischer Ligapokalsieger: (3) 2013, 2015, 2024
- Isländischer Supercup-Sieger: 2023, 2025

#### Spieler
| - Arnar Grétarsson (1987) Jugend (1988–1997, 2006–2009) Spieler, - Che Bunce (1997–1999) - Errol McFarlane (2005) | - Oliver Risser (2006) - Viktor Unnar Illugason (2006) - Prince Rajcomar (2006–2008) |

#### Trainer
- Arnar Grétarsson (2009) Co-Trainer, (2015–2017) Trainer

## Basketball

### Männerbasketball
Seit der Saison 2018/19 spielt die Basketballmannschaft der Männer von Breiðablik in der höchsten isländischen Basketballliga, der Úrvalsdeild.

### Frauenbasketball
Die Basketballmannschaft der Frauen von Breiðablik gewann 1995 in ihrer ersten Saison in der obersten Liga ihre einzige nationale Meisterschaft. Seit der Saison 2018/19 spielt die Abteilung in der Úrvalsdeild kvenna.